# I Can't Live with You
I Can't Live with You este o melodie a trupei britanice de rock, Queen. A fost lansată ca un single promo pentru albumul lor Innuendo. Single-ul a fost lansat de Hollywood Records doar în Statele Unite, ajungând pe locul 28 în Mainstream Rock Chart. 
Melodia a fost compusă de Brian May, dar creditată tuturor membrilor trupei. I Can't Live with You a fost compusă de Brian May pentru albumul său solo, Back to the Light. El i-a dăruit-o trupei Queen, deoarece ceilalți trei membrii ai trupei Queen au fost încântați de melodie. O vesiune alternativă  single-ului a apărut în albumul compilativ Queen Rocks din 1997.

## Personal
- Freddie Mercury - voce
- Brian May - chitară, pian, voce, programare
- Roger Taylor - tobe, voce
- John Deacon - chitară bas
- David Richards - pian

## Clasament
| Clasament (1991)                     | Poziție vârf |
| ------------------------------------ | ------------ |
| U.S. Billboard Mainstream Rock Chart | 28           |